# March of the Unheard
March of the Unheard (englisch Marsch der Ungehörten) ist das zweite Studioalbum der schwedischen Melodic-Death-Metal-Band The Halo Effect. Es erschien am 10. Januar 2025 über Nuclear Blast.

## Entstehung
The Halo Effect veröffentlichten am 11. August 2022 ihr Debütalbum Days of the Lost und nahmen im September und Oktober des gleichen Jahres an der Vikings and Lionhearts Tour, einer Co-Headlinertournee von Amon Amarth und Machine Head teil. Nach dem Konzert in Dublin am 13. September 2022 erklärte Sänger Mikael Stanne, dass die Band Ende des Jahres in Studio gehen will, um eine neue EP aufzunehmen. Durch die EP erhofft sich die Band, längere Konzerte spielen zu können. Stanne bezeichnete es als „komisch“, bei Festivals oder Konzerten das gesamte Debütalbum zu spielen. Gitarrist Niclas Engelin ergänzte, dass die Band bei ihrem ersten Konzert im Rahmen des Sweden Rock Festivals eine Spielzeit von einer Stunde hatte, während ihr Debütalbum nur rund 41 Minuten lang ist. Schließlich einigten sich die Musiker darauf, ein Intro und ein Outro zu schreiben. Aufgrund der positiven Reaktionen auf das Intro hatte Engelin dann die Idee, aus dem Intro ein Lied zu machen, aus dem schließlich das Titellied wurde. Aus dem Outro entwickelte sich das Instrumentallied Coda.
Im Februar 2023 spielten The Halo Effect eine kleine Tournee durch Schweden, bei der die Band mit Become Surrender und The Defiant One zwei neue Lieder spielten. Ende April 2023 begaben sich die Musiker mit dem Produzenten Oscar Nilsson in die Crehate Studios in Mölndal. Anschließend wurde bis zum 30. Juni 2023 das neue Material in den Fascination Street Studios in Örebro gemischt. Für das Titellied arbeiteten The Halo Effect mit der Göteborger Marching Band Göta Lejon zusammen. Weitere Gastmusiker waren der Cellist Johannes Bergion, die Geigerin Erika Almström sowie die Sängerin Julia Norman. Anfang August 2023 erklärte Sänger Mikael Stanne, dass das Album fertig wäre. Die Musiker hätten sich kurzfristig entschlossen, statt einer EP ein komplettes Album zu schreiben, welches Anfang 2024 erscheinen sollte. Dennoch kam es zu weiteren Verzögerungen, da ihre Plattenfirma Schwierigkeiten hatte, einen passenden Veröffentlichungstermin zu finden. Schließlich sollte das Album Anfang 2025 erscheinen. Gitarrist Niclas Engelin erklärte die Verzögerung damit, dass das Album ein zweites Mal gemischt und gemastert wurde.

## Veröffentlichung
Am 25. September 2024 veröffentlichte die Band mit Detonate die erste Single. In Musikvideo ist die Band zu sehen, wie sie das Lied in einem alten Lagerhaus spielt. Im Hintergrund läuft ein Countdown. Zwischenzeitlich ist ein anderer Raum zu sehen, wo auf einem Nokia 3310-Mobiltelefon ein Countdown läuft, der mit Sprengstoff verbunden ist. Am Ende sieht man von außen, wie das Lagerhaus explodiert. Gleichzeitig wurde das Album für den 10. Januar 2025 angekündigt. Als zweite Single wurde am 29. Oktober 2024 das Titellied ausgekoppelt. Das Musikvideo ist ebenfalls ein Performancevideo und wurde gleichzeitig veröffentlicht. Die Band ist zusammen mit der Marchingband in einer Höhle oder alleine vor der Älvsborgsbron zu sehen. Am 6. Dezember 2024 erschien die dritte Single Cruel Perception inklusive Musikvideo.
Das Album erschien in mehreren Versionen. Die Grundversion enthielt zwölf Lieder. Die Version auf gelben Vinyl enthält den Bonustitel Not Yet Broken, während der CD-Digipak die Bonustitel Path of Fierce Resistance, The Defiant One und Become Surrender enthält. Im Mai 2024 feierte die Stadt Göteborg ihren 400. Geburtstag. Im Rahmen der Feierlichkeiten trat die Band mit der Marchingband Göta Lejon auf, die durch das Publikum in Richtung Bühne marschierte und dort angekommen mit der Band das Intro spielte. Am 29. April 2025 veröffentlichte die Band das Lied Not Yet Broken, welches bislang nur als Japan-Bonustrack des Albums zu hören war.

## Hintergrund
Bei March of the Unheard geht es inhaltlich darum, dass es notwendig ist, dass eine Gesellschaft auch die Stimmen der Ungehörten und Machtlosen vernehmen sollte. Sänger Mikael Stanne ergänzte, dass er sich und seine Bandkollegen selbst während ihrer Schulzeit als Ungehörte, Missverstandene und Außenseiter fühlten, weil sie die einzigen waren, die Metal hörten und lange Haare trugen.

„In den Kreisen, die als „normal“ galten, habe ich mich unwohl gefühlt. Auf meiner Schule interessierten sich vielleicht zwei Leute für Metal. Die anderen waren nett, aber wir hatten nichts gemeinsam. Als wir Metal entdeckt haben, hatten wir endlich was eigenes, in dem wir uns zu Hause fühlten. Wir haben ständig Demokassetten getauscht, über Musik geredet und Briefe an Bands weltweit geschrieben.“

Während Sänger Mikael Stanne bei den Texten des ersten Albums auf die gemeinsamen Erfahrungen der Musiker aus ihrer Jugend zurückgriff, holte er sich bei March of the Unheard die Inspiration aus seinen Beobachtungen der Welt um ihn herum und bezieht sich insbesondere auf die Erfahrungen der eigenen Kinder. Stanne erkundet, wie die Menschen heutzutage untereinander interagieren und welchen Herausforderungen sie sich dabei stellen müssen. Er stellt dabei den Kontrast zwischen seiner eigenen Jugend, die er zumeist in Proberäumen und Jugendzentren verbrachte, mit den Erfahrungen der jetzigen Jugend

„Für uns war es so, dass wir uns in unserem Proberaum versteckt haben, wenn unsere Eltern es uns erlaubten. Oder wir gingen ins Jugendzentrum und miteinander abzuhängen und etwas zu erschaffen. Du musst heute nicht mehr sowas machen.“

## Rezensionen
Das deutsche Magazin Metal Hammer kürte March of the Unheard zum „Album des Monats“. Katrin Riedl schrieb, dass das Album „in seiner Gesamtheit fast schon lächerlich locker und leichtfüßig in die Gehörgänge läuft“ und damit „eine überragende Eingängigkeit und ein stetes, sanft umschmeichelndes Hörvergnügen erzielt“. Riedl vergab 5,5 von sieben Punkten. Auch das deutsche Magazin Rock Hard wählte March of the Unheard zum „Album des Monats“. Laut Marcus Schleutermann gibt es auf dem Album „erstklassigen Göteborg-Sound, der unter die Haut geht und sentimentale Gefühle weckt“, sowie „große Kunst voll musikalischer Klasse und kompositorischer Reife“, wofür Schleutermann neun von zehn Punkten vergab.

## Chartplatzierungen
| ChartsChartplatzierungen | Höchstplatzierung | Wochen |
| ------------------------ | ----------------- | ------ |
| Deutschland (GfK)        | 4 (1 Wo.)         | 1      |
| Österreich (Ö3)          | 4 (1 Wo.)         | 1      |
| Schweden (GLF)           | 3 (1 Wo.)         | 1      |
| Schweiz (IFPI)           | 8 (1 Wo.)         | 1      |